# Есайлум Тауншип (округ Бредфорд, Пенсільванія)
Есайлум Тауншип (англ. Asylum Township) — селище (англ. township) в США, в окрузі Бредфорд штату Пенсільванія. Населення — 1001 особа (2020).

## Демографія
Згідно з переписом 2010 року, у селищі мешкало 1058 осіб у 438 домогосподарствах у складі 311 родини. Було 546 помешкань
Расовий склад населення:
| - 99,1 % — білих - 0,4 % — чорних або афроамериканців - 0,3 % — корінних американців |

До двох чи більше рас належало 0,2 %. Частка іспаномовних становила 0,5 % від усіх жителів.
За віковим діапазоном населення розподілялося таким чином: 20,9 % — особи молодші 18 років, 61,9 % — особи у віці 18—64 років, 17,2 % — особи у віці 65 років та старші. Медіана віку мешканця становила 46,4 року. На 100 осіб жіночої статі у селищі припадало 101,9 чоловіків;  на 100 жінок у віці від 18 років та старших — 101,7 чоловіків також старших 18 років.
Середній дохід на одне домашнє господарство  становив 72 423 долари США (медіана — 64 479), а середній дохід на одну сім'ю — 76 825 доларів (медіана — 68 796). За межею бідності перебувало 6,8 % осіб, у тому числі 13,3 % дітей у віці до 18 років та 0,0 % осіб у віці 65 років та старших.
Цивільне працевлаштоване населення становило 501 особа. Основні галузі зайнятості: освіта, охорона здоров'я та соціальна допомога — 22,2 %, виробництво — 21,0 %, будівництво — 14,0 %, фінанси, страхування та нерухомість — 10,8 %.